# Mike Adams
Mike Adams (nacido en 1959) es un exjugador de fútbol y entrenador inglés. En febrero de 2011, fue nombrado técnico de la Selección de fútbol de Granada.

## Carrera
Comenzó su carrera como jugador en el Chelsea Football Club pero en 1980 se vio truncada a la edad de 21 años debido a una grave lesión de rodilla. Antes de ser el entrenador de Granada fue consultor para esta misma selección (durante la Copa del Caribe de 2005). Él atrajo a jugadores como Delroy Facey jugar para los Spice Boyz.
Adams guio a la selección granadina durante la Copa de Oro de la Concacaf 2011. Tras una decepcionante campaña (3 derrotas, 1 gol anotado por 15 encajados), fue sustituido en el banquillo por Franklyn Simpson.

## Clubes

### Como futbolista
| Club                  | País       | Año |
| --------------------- | ---------- | --- |
| Chelsea Football Club | Inglaterra | ?   |

### Como entrenador
| Club                           | País    | Año  |
| ------------------------------ | ------- | ---- |
| Selección de fútbol de Granada | Granada | 2011 |